# Gonomyia aciculifera
Gonomyia aciculifera är en tvåvingeart som beskrevs av Alexander 1919. Gonomyia aciculifera ingår i släktet Gonomyia och familjen småharkrankar. Inga underarter finns listade i Catalogue of Life.